# Telman Ismailov
Pour les articles homonymes, voir Ismaïlov.
Telman Ismailov ou Telman Mərdan oğlu, né le 26 octobre 1956 à Göyçay (RSS d’Azerbaïdjan,URSS) est un homme d'affaires azéri, PDG du groupe russe AST.

## Homme d'affaires
Le 6 juin 2013, il achète le club de football Betar Jérusalem pour le revendre le 6 septembre 2013 à Eli Tabib.
Il organise des concerts avec Jennifer Lopez, Mariah Carey, Tom Jones.
Son groupe AST est nommé par les initiales de ses deux fils (Alik, Sarhan) et lui-même.
En janvier 2021, la justice russe déclare qu'Ismaïlov est en faillite et doit rembourser 280 millions de dollars américains. Il est aussi soupçonné de blanchiment par la justice suisse.